# Campeonato Asiático de Fórmula 3 de 2019
O Campeonato Asiático de Fórmula 3 de 2019 foi a segunda temporada do Campeonato Asiático de Fórmula 3, um campeonato de automobilismo para monopostos de Fórmula 3 que contou com vários eventos, realizados em toda a Ásia. O campeonato apresentou uma mistura de pilotos profissionais e amadores, competindo em carros de Fórmula 3 que estavam em conformidade com os regulamentos de Fórmula 3 da Federação Internacional de Automobilismo (FIA) para o campeonato.
A temporada começou em 6 de abril no Circuito Internacional de Sepang e terminou em 29 de setembro no Circuito Internacional de Xangai, após quinze corridas que foram realizadas em cinco eventos.
Em 2019, o Campeonato Asiático da Fórmula 3 contou com uma categoria de inverno para dar aos novos e atuais pilotos de todo o mundo a oportunidade de se preparar para a nova temporada. A temporada inaugural da categoria de inverno consiste em três rodadas, com nove corridas totais, começando em 11 de janeiro no Circuito Internacional de Chang e terminando em 24 de fevereiro, após mais duas rodadas no Circuito Internacional de Sepang.

## Categoria de verão

### Equipes e pilotos
| Equipe                | N.º | Pilotos           | Status | Rodadas |
| --------------------- | --- | ----------------- | ------ | ------- |
| Hitech Grand Prix     | 1   | Ukyo Sasahara     |        | Todas   |
| Hitech Grand Prix     | 2   | Jack Doohan       |        | Todas   |
| Hitech Grand Prix     | 17  | Jackson Walls     |        | 3–5     |
| Pinnacle Motorsport   | 3   | Jordan Dempsey    |        | 1, 3–5  |
| Pinnacle Motorsport   | 12  | Ayrton Simmons    |        | 2, 4    |
| Pinnacle Motorsport   | 16  | Tommy Smith       |        | Todas   |
| Zen Motorsport        | 4   | James Yu          |        | Todas   |
| Absolute Racing       | 5   | Daniel Cao        |        | Todas   |
| Absolute Racing       | 15  | Eshan Pieris      |        | Todas   |
| Super License         | 7   | Tomoki Takahashi  |        | 1, 3    |
| Super License         | 8   | Yu Kanamaru       |        | 1–2, 4  |
| Super License         | 8   | Takashi Hata      | M      | 3       |
| BlackArts Racing Team | 9   | Thomas Luedi      | M      | Todas   |
| BlackArts Racing Team | 86  | Brendon Leitch    |        | Todas   |
| BlackArts Racing Team | 95  | Tom Beckhäuser    |        | 1–2     |
| BlackArts Racing Team | 95  | Miki Koyama       |        | 3       |
| B-Max Racing Team     | 28  | Tairoku Yamaguchi | M      | 1       |
| B-Max Racing Team     | 30  | "Dragon"          | M      | 1       |
| B-Max Racing Team     | 30  | Kiyoto Fujinami   |        | 3       |
| B-Max Racing Team     | 85  | Miki Koyama       |        | 2       |
| M-Sport Asia          | 33  | Akash Gowda       |        | 1–3, 5  |
| 852 Challengers       | 44  | Paul Wong         | M      | Todas   |
| Seven GP              | 21  | Petr Ptáček       |        | 3       |
| Seven GP              | 77  | Jamie Chadwick    |        | 1       |

| Ícone | Status |
| ----- | ------ |
| M     | Master |

### Classificação

#### Sistema de pontuação
Os pontos eram concedidos aos dez primeiros colocados.
| Posição | 1º | 2º | 3º | 4º | 5º | 6º | 7º | 8º | 9º | 10º |
| Pontos  | 25 | 18 | 15 | 12 | 10 | 8  | 6  | 4  | 2  | 1   |

#### Campeonato de Pilotos
| Pos. | Piloto            | SEP | SEP | SEP | CHA | CHA | CHA | SUZ | SUZ | SUZ | SIC1 | SIC1 | SIC1 | SIC2 | SIC2 | SIC2 | Pontos |
| ---- | ----------------- | --- | --- | --- | --- | --- | --- | --- | --- | --- | ---- | ---- | ---- | ---- | ---- | ---- | ------ |
| 1    | Ukyo Sasahara     | 1   | 1   | 2   | 1   | 2   | 1   | 2   | 1   | 9   | 1    | 1    | 1    | 3    | 4    | 2    | 301    |
| 2    | Jack Doohan       | 2   | 2   | 1   | 2   | 1   | 2   | 1   | 10  | 1   | 4    | 3    | 2    | 2    | 3    | 1    | 276    |
| 3    | Daniel Cao        | 3   | 4   | 7   | 3   | 3   | 9   | 4   | 2   | Ret | 2    | 2    | Ret  | 1    | 1    | 7    | 187    |
| 4    | Brendon Leitch    | 4   | 3   | 4   | 5   | Ret | 3   | 5   | Ret | 2   | 3    | 5    | 8    | 10   | 2    | 4    | 152    |
| 5    | Eshan Pieris      | 5   | 5   | 6   | 4   | 4   | 4   | 9   | 6   | 4   | 7    | 7    | 5    | 7    | 10   | 5    | 125    |
| 6    | Jackson Walls     |     |     |     |     |     |     | 7   | 3   | 5   | 6    | 6    | 7    | 4    | 5    | 3    | 90     |
| 7    | Jordan Dempsey    | 10  | 9   | 9   |     |     |     | 6   | Ret | 3   | 5    | 8    | 3    | 5    | 6    | 6    | 83     |
| 8    | James Yu          | 11  | 11  | 11  | 10  | 6   | 5   | 10  | 8   | 6   | 8    | 11   | 9    | 6    | 7    | 9    | 54     |
| 9    | Yu Kanamaru       | 8   | 6   | 8   | 7   | 9   | 7   |     |     |     | Ret  | 4    | 6    |      |      |      | 50     |
| 10   | Ayrton Simmons    |     |     |     | 6   | 5   | 6   |     |     |     | Ret  | 9    | 4    |      |      |      | 40     |
| 11   | Petr Ptáček       |     |     |     |     |     |     | 3   | 4   | Ret |      |      |      |      |      |      | 27     |
| 12   | Tomoki Takahashi  | 7   | 7   | 3   |     |     |     | Ret | 13† | Ret |      |      |      |      |      |      | 27     |
| 13   | Akash Gowda       | 9   | 8   | 12  | 8   | 10  | 12  | 11  | 9   | 8   |      |      |      | 8    | 8    | 10   | 26     |
| 14   | Jamie Chadwick    | 6   | 12  | 5   |     |     |     |     |     |     |      |      |      |      |      |      | 18     |
| 15   | Miki Koyama       |     |     |     | 9   | 8   | 11  | 12  | 7   | 7   |      |      |      |      |      |      | 18     |
| 16   | Kiyoto Fujinami   |     |     |     |     |     |     | 8   | 5   | Ret |      |      |      |      |      |      | 14     |
| 17   | Tom Beckhäuser    | Ret | 10  | 10  | 11  | 7   | 8   |     |     |     |      |      |      |      |      |      | 12     |
| 18   | Tommy Smith       | 12  | 13  | 13  | Ret | DNS | 10  | 15  | Ret | Ret | 9    | 10   | 10   | Ret  | 9    | 8    | 11     |
| 19   | Paul Wong         | 14  | 16  | 16  | 12  | 11  | 14  | 14  | 11  | 11  | 10   | 13   | 12   | 9    | 11   | 11   | 3      |
| 20   | Thomas Luedi      | Ret | Ret | 15  | Ret | Ret | 13  | 13  | 12  | 10  | Ret  | 12   | 11   | Ret  | Ret  | Ret  | 1      |
| 21   | "Dragon"          | 13  | 14  | 17  |     |     |     |     |     |     |      |      |      |      |      |      | 0      |
| 22   | Tairoku Yamaguchi | Ret | 15  | 14  |     |     |     |     |     |     |      |      |      |      |      |      | 0      |
| –    | Takashi Hata      |     |     |     |     |     |     | Ret | DNS | DNS |      |      |      |      |      |      | –      |
| Pos. | Piloto            | SEP | SEP | SEP | CHA | CHA | CHA | SUZ | SUZ | SUZ | SIC1 | SIC1 | SIC1 | SIC2 | SIC2 | SIC2 | Pontos |

| Cor      | Resultado                      |
| -------- | ------------------------------ |
| Ouro     | Vencedor                       |
| Prata    | 2º lugar                       |
| Bronze   | 3º lugar                       |
| Verde    | Terminou, nos pontos           |
| Azul     | Terminou, sem pontos           |
| Azul     | Terminou, sem classificar (NC) |
| Púrpura  | Retirou-se (Ret)               |
| Vermelho | Não qualificado (NQ)           |
| Vermelho | Não pré-qualificado (NPQ)      |
| Preto    | Desqualificado (DSQ)           |
| Branco   | Não largou (NL)                |
| Branco   | Desistência (WD)               |
| Branco   | Corrida cancelada (C)          |
| Sem cor  | Não participou (NP)            |
| Sem cor  | Excluído (EX)                  |

Notas:
- † — Pilotos que não terminaram a corrida mas foram classificados pois completaram 75% da corrida.

#### Copa Masters
| Pos. | Piloto            | SEP | SEP | SEP | CHA | CHA | CHA | SUZ | SUZ | SUZ | SIC1 | SIC1 | SIC1 | SIC2 | SIC2 | SIC2 | Pontos |
| ---- | ----------------- | --- | --- | --- | --- | --- | --- | --- | --- | --- | ---- | ---- | ---- | ---- | ---- | ---- | ------ |
| 1    | Paul Wong         | 14  | 16  | 16  | 12  | 11  | 14  | 14  | 11  | 11  | 10   | 13   | 12   | 9    | 11   | 11   | 313    |
| 2    | Thomas Luedi      | Ret | Ret | 15  | Ret | Ret | 13  | 13  | 12  | 10  | Ret  | 12   | 11   | Ret  | Ret  | Ret  | 161    |
| 3    | "Dragon"          | 13  | 14  | 17  |     |     |     |     |     |     |      |      |      |      |      |      | 62     |
| 4    | Tairoku Yamaguchi | Ret | 15  | 14  |     |     |     |     |     |     |      |      |      |      |      |      | 43     |
| –    | Takashi Hata      |     |     |     |     |     |     | Ret | DNS | DNS |      |      |      |      |      |      | –      |

| Pos. | Equipe              | Pontos |
| ---- | ------------------- | ------ |
| 1    | Hitech Grand Prix   | 599    |
| 2    | Absolute Racing     | 310    |
| 3    | BlackArts Racing    | 176    |
| 4    | Pinnacle Motorsport | 132    |
| 5    | Super License       | 75     |
| 6    | Zen Motorsport      | 54     |
| 7    | Seven GP            | 45     |
| 8    | M-Sport Asia        | 26     |
| 9    | B-Max Racing Team   | 20     |
| 10   | 852 Challengers     | 3      |

| Equipe                | N.º | Pilotos             | Status | Rodadas |
| --------------------- | --- | ------------------- | ------ | ------- |
| Dragon Hitech GP      | 1   | Alessandro Ghiretti |        | Todos   |
| Dragon Hitech GP      | 2   | Pavan Ravishankar   |        | Todos   |
| Dragon Hitech GP      | 17  | Max Fewtrell        |        | 2       |
| Dragon Hitech GP      | 17  | Jack Doohan         | C      | 3       |
| Dragon Hitech GP      | 21  | Rinus VeeKay        |        | Todos   |
| Dragon Hitech GP      | 27  | Dan Ticktum         |        | 1–2     |
| BlackArts Racing Team | 7   | Vivien Keszthelyi   |        | Todos   |
| BlackArts Racing Team | 23  | Joey Alders         | C      | 3       |
| BlackArts Racing Team | 38  | Charles Leong       |        | 3       |
| Pinnacle Motorsport   | 11  | Victor Martins      | C      | 3       |
| Pinnacle Motorsport   | 29  | Akash Nandy         |        | Todos   |
| Pinnacle Motorsport   | 31  | Christian Lundgaard | C      | 3       |
| Pinnacle Motorsport   | 65  | David Schumacher    |        | 1–2     |
| Pinnacle Motorsport   | 88  | Amaury Cordeel      |        | 1–2     |
| B-Max Racing Team     | 13  | Motoyoshi Yoshida   | M      | 2–3     |
| B-Max Racing Team     | 28  | Tairoku Yamaguchi   | M      | Todos   |
| B-Max Racing Team     | 30  | "Dragon"            | M      | 1–2     |
| B-Max Racing Team     | 85  | Miki Koyama         | C      | 3       |
| Absolute Racing       | 15  | Eshan Pieris        |        | Todos   |
| Absolute Racing       | 16  | Ye Yifei            |        | Todos   |
| Super License         | 81  | Tomoki Takahashi    |        | Todos   |

| Ícone | Status    |
| ----- | --------- |
| M     | Master    |
| C     | Convidado |

| Equipe                | N.º | Pilotos             | Status | Rodadas |
| --------------------- | --- | ------------------- | ------ | ------- |
| Dragon Hitech GP      | 1   | Alessandro Ghiretti |        | Todos   |
| Dragon Hitech GP      | 2   | Pavan Ravishankar   |        | Todos   |
| Dragon Hitech GP      | 17  | Max Fewtrell        |        | 2       |
| Dragon Hitech GP      | 17  | Jack Doohan         | C      | 3       |
| Dragon Hitech GP      | 21  | Rinus VeeKay        |        | Todos   |
| Dragon Hitech GP      | 27  | Dan Ticktum         |        | 1–2     |
| BlackArts Racing Team | 7   | Vivien Keszthelyi   |        | Todos   |
| BlackArts Racing Team | 23  | Joey Alders         | C      | 3       |
| BlackArts Racing Team | 38  | Charles Leong       |        | 3       |
| Pinnacle Motorsport   | 11  | Victor Martins      | C      | 3       |
| Pinnacle Motorsport   | 29  | Akash Nandy         |        | Todos   |
| Pinnacle Motorsport   | 31  | Christian Lundgaard | C      | 3       |
| Pinnacle Motorsport   | 65  | David Schumacher    |        | 1–2     |
| Pinnacle Motorsport   | 88  | Amaury Cordeel      |        | 1–2     |
| B-Max Racing Team     | 13  | Motoyoshi Yoshida   | M      | 2–3     |
| B-Max Racing Team     | 28  | Tairoku Yamaguchi   | M      | Todos   |
| B-Max Racing Team     | 30  | "Dragon"            | M      | 1–2     |
| B-Max Racing Team     | 85  | Miki Koyama         | C      | 3       |
| Absolute Racing       | 15  | Eshan Pieris        |        | Todos   |
| Absolute Racing       | 16  | Ye Yifei            |        | Todos   |
| Super License         | 81  | Tomoki Takahashi    |        | Todos   |

| Ícone | Status    |
| ----- | --------- |
| M     | Master    |
| C     | Convidado |

| Pos.                                              | Piloto              | CHA | CHA | CHA | SIC1 | SIC1 | SIC1 | SIC2 | SIC2 | SIC2 | Pontos |
| ------------------------------------------------- | ------------------- | --- | --- | --- | ---- | ---- | ---- | ---- | ---- | ---- | ------ |
| 1                                                 | Rinus VeeKay        | 1   | 1   | 3   | 1    | 1    | 2    | 6    | 3    | 3    | 184    |
| 2                                                 | Ye Yifei            | Ret | 2   | 1   | 2    | 2    | 1    | 1    | 1    | 13†  | 155    |
| 3                                                 | Alessandro Ghiretti | 2   | 5   | Ret | 3    | 3    | 3    | 12   | 6    | 4    | 106    |
| 4                                                 | Tomoki Takahashi    | Ret | 7   | 6   | 4    | 4    | 7    | 4    | 10   | 6    | 80     |
| 5                                                 | Pavan Ravishankar   | 3   | 4   | 8   | 8    | 8    | 8    | 7    | 11   | 5    | 73     |
| 6                                                 | Eshan Pieris        | 5   | DNS | Ret | 6    | 10   | 6    | Ret  | 5    | 1    | 67     |
| 7                                                 | Akash Nandy         | 4   | 8   | 7   | 5    | 9    | 5    | Ret  | 7    | 7    | 62     |
| 8                                                 | David Schumacher    | 7   | 3   | 5   | 7    | 7    | Ret  |      |      |      | 43     |
| 9                                                 | Dan Ticktum         | Ret | 6   | 2   | DNS  | 5    | 9    |      |      |      | 38     |
| 10                                                | Amaury Cordeel      | 6   | 9   | 4   | DNS  | Ret  | 11   |      |      |      | 22     |
| 11                                                | Max Fewtrell        |     |     |     | Ret  | 6    | 4    |      |      |      | 20     |
| 12                                                | Charles Leong       |     |     |     |      |      |      | 9    | 12   | 8    | 20     |
| 13                                                | Vivien Keszthelyi   | 8   | 11  | 9   | 9    | 11   | 10   | Ret  | 16   | 10   | 13     |
| 14                                                | Motoyoshi Yoshida   |     |     |     | 12   | 13   | 14   | 11   | 15   | 12   | 11     |
| 15                                                | Tairoku Yamaguchi   | 9   | 10  | 10  | 10   | Ret  | 13   | Ret  | 13   | Ret  | 7      |
| 16                                                | "Dragon"            | DNS | DNS | DNS | 11   | 12   | 12   |      |      |      | 0      |
| Pilotos convidados inelegíveis para marcar pontos |                     |     |     |     |      |      |      |      |      |      |        |
| —                                                 | Jack Doohan         |     |     |     |      |      |      | 2    | 2    | 14†  | —      |
| —                                                 | Victor Martins      |     |     |     |      |      |      | 3    | 4    | 2    | —      |
| —                                                 | Christian Lundgaard |     |     |     |      |      |      | 5    | 8    | Ret  | —      |
| —                                                 | Joey Alders         |     |     |     |      |      |      | 8    | 9    | 9    | —      |
| —                                                 | Miki Koyama         |     |     |     |      |      |      | 10   | 14   | 11   | —      |
| Pos.                                              | Piloto              | CHA | CHA | CHA | SIC1 | SIC1 | SIC1 | SIC2 | SIC2 | SIC2 | Pontos |

| Cor      | Resultado                      |
| -------- | ------------------------------ |
| Ouro     | Vencedor                       |
| Prata    | 2º lugar                       |
| Bronze   | 3º lugar                       |
| Verde    | Terminou, nos pontos           |
| Azul     | Terminou, sem pontos           |
| Azul     | Terminou, sem classificar (NC) |
| Púrpura  | Retirou-se (Ret)               |
| Vermelho | Não qualificado (NQ)           |
| Vermelho | Não pré-qualificado (NPQ)      |
| Preto    | Desqualificado (DSQ)           |
| Branco   | Não largou (NL)                |
| Branco   | Desistência (WD)               |
| Branco   | Corrida cancelada (C)          |
| Sem cor  | Não participou (NP)            |
| Sem cor  | Excluído (EX)                  |

| Pos.                                              | Piloto              | CHA | CHA | CHA | SIC1 | SIC1 | SIC1 | SIC2 | SIC2 | SIC2 | Pontos |
| ------------------------------------------------- | ------------------- | --- | --- | --- | ---- | ---- | ---- | ---- | ---- | ---- | ------ |
| 1                                                 | Rinus VeeKay        | 1   | 1   | 3   | 1    | 1    | 2    | 6    | 3    | 3    | 184    |
| 2                                                 | Ye Yifei            | Ret | 2   | 1   | 2    | 2    | 1    | 1    | 1    | 13†  | 155    |
| 3                                                 | Alessandro Ghiretti | 2   | 5   | Ret | 3    | 3    | 3    | 12   | 6    | 4    | 106    |
| 4                                                 | Tomoki Takahashi    | Ret | 7   | 6   | 4    | 4    | 7    | 4    | 10   | 6    | 80     |
| 5                                                 | Pavan Ravishankar   | 3   | 4   | 8   | 8    | 8    | 8    | 7    | 11   | 5    | 73     |
| 6                                                 | Eshan Pieris        | 5   | DNS | Ret | 6    | 10   | 6    | Ret  | 5    | 1    | 67     |
| 7                                                 | Akash Nandy         | 4   | 8   | 7   | 5    | 9    | 5    | Ret  | 7    | 7    | 62     |
| 8                                                 | David Schumacher    | 7   | 3   | 5   | 7    | 7    | Ret  |      |      |      | 43     |
| 9                                                 | Dan Ticktum         | Ret | 6   | 2   | DNS  | 5    | 9    |      |      |      | 38     |
| 10                                                | Amaury Cordeel      | 6   | 9   | 4   | DNS  | Ret  | 11   |      |      |      | 22     |
| 11                                                | Max Fewtrell        |     |     |     | Ret  | 6    | 4    |      |      |      | 20     |
| 12                                                | Charles Leong       |     |     |     |      |      |      | 9    | 12   | 8    | 20     |
| 13                                                | Vivien Keszthelyi   | 8   | 11  | 9   | 9    | 11   | 10   | Ret  | 16   | 10   | 13     |
| 14                                                | Motoyoshi Yoshida   |     |     |     | 12   | 13   | 14   | 11   | 15   | 12   | 11     |
| 15                                                | Tairoku Yamaguchi   | 9   | 10  | 10  | 10   | Ret  | 13   | Ret  | 13   | Ret  | 7      |
| 16                                                | "Dragon"            | DNS | DNS | DNS | 11   | 12   | 12   |      |      |      | 0      |
| Pilotos convidados inelegíveis para marcar pontos |                     |     |     |     |      |      |      |      |      |      |        |
| —                                                 | Jack Doohan         |     |     |     |      |      |      | 2    | 2    | 14†  | —      |
| —                                                 | Victor Martins      |     |     |     |      |      |      | 3    | 4    | 2    | —      |
| —                                                 | Christian Lundgaard |     |     |     |      |      |      | 5    | 8    | Ret  | —      |
| —                                                 | Joey Alders         |     |     |     |      |      |      | 8    | 9    | 9    | —      |
| —                                                 | Miki Koyama         |     |     |     |      |      |      | 10   | 14   | 11   | —      |
| Pos.                                              | Piloto              | CHA | CHA | CHA | SIC1 | SIC1 | SIC1 | SIC2 | SIC2 | SIC2 | Pontos |

| Cor      | Resultado                      |
| -------- | ------------------------------ |
| Ouro     | Vencedor                       |
| Prata    | 2º lugar                       |
| Bronze   | 3º lugar                       |
| Verde    | Terminou, nos pontos           |
| Azul     | Terminou, sem pontos           |
| Azul     | Terminou, sem classificar (NC) |
| Púrpura  | Retirou-se (Ret)               |
| Vermelho | Não qualificado (NQ)           |
| Vermelho | Não pré-qualificado (NPQ)      |
| Preto    | Desqualificado (DSQ)           |
| Branco   | Não largou (NL)                |
| Branco   | Desistência (WD)               |
| Branco   | Corrida cancelada (C)          |
| Sem cor  | Não participou (NP)            |
| Sem cor  | Excluído (EX)                  |

| Pos. | Piloto            | CHA | CHA | CHA | SIC1 | SIC1 | SIC1 | SIC2 | SIC2 | SIC2 | Pontos |
| ---- | ----------------- | --- | --- | --- | ---- | ---- | ---- | ---- | ---- | ---- | ------ |
| 1    | Tairoku Yamaguchi | 9   | 10  | 10  | 10   | Ret  | 13   | Ret  | 13   | Ret  | 143    |
| 2    | Motoyoshi Yoshida |     |     |     | 12   | 13   | 14   | 11   | 15   | 12   | 116    |
| 3    | "Dragon"          | DNS | DNS | DNS | 11   | 12   | 12   |      |      |      | 68     |

| Pos. | Equipe              | Pontos |
| ---- | ------------------- | ------ |
| 1    | Hitech Grand Prix   | 316    |
| 2    | Absolute Racing     | 222    |
| 3    | Pinnacle Motorsport | 113    |
| 4    | Super License       | 44     |
| 5    | BlackArts Racing    | 29     |
| 6    | B-Max Racing Team   | 18     |

| Pos. | Piloto            | CHA | CHA | CHA | SIC1 | SIC1 | SIC1 | SIC2 | SIC2 | SIC2 | Pontos |
| ---- | ----------------- | --- | --- | --- | ---- | ---- | ---- | ---- | ---- | ---- | ------ |
| 1    | Tairoku Yamaguchi | 9   | 10  | 10  | 10   | Ret  | 13   | Ret  | 13   | Ret  | 143    |
| 2    | Motoyoshi Yoshida |     |     |     | 12   | 13   | 14   | 11   | 15   | 12   | 116    |
| 3    | "Dragon"          | DNS | DNS | DNS | 11   | 12   | 12   |      |      |      | 68     |

| Pos. | Equipe              | Pontos |
| ---- | ------------------- | ------ |
| 1    | Hitech Grand Prix   | 316    |
| 2    | Absolute Racing     | 222    |
| 3    | Pinnacle Motorsport | 113    |
| 4    | Super License       | 44     |
| 5    | BlackArts Racing    | 29     |
| 6    | B-Max Racing Team   | 18     |